# ハーパーBOOKS
ハーパーBOOKS（ハーパーブックス）は、株式会社ハーパーコリンズ・ジャパンが発行している文庫レーベル。

## 概要
2015年7月22日に創刊される。株式会社ハーレクインが、株式会社ハーパーコリンズ・ジャパンに社名を変更するのにあわせて創刊された。海外の本格的なエンターテインメント小説を扱っている。ジャンルとしては、ミステリーやファンタジー、サスペンスなどを収めている。ハーパーコリンズ・パブリッシャーズの作品をメインに刊行している。
ハーパーコリンズ・ジャパンが発行する文庫レーベルには、他にハーレクイン文庫、ハーレクインMIRA文庫、ヴァニラ文庫がある。

## 創刊ラインナップ
- ダニエル・シルヴァ『亡者のゲーム』
- マリア・V・スナイダー『毒見師イレーナ』
- ジェイソン・モット『よみがえり - レザレクション』